# Château de Beaupuy
Le château de Beaupuy est situé en France, dans la commune de Mouilleron-le-Captif, dans le département de la Vendée, en région des Pays de la Loire.

## Histoire

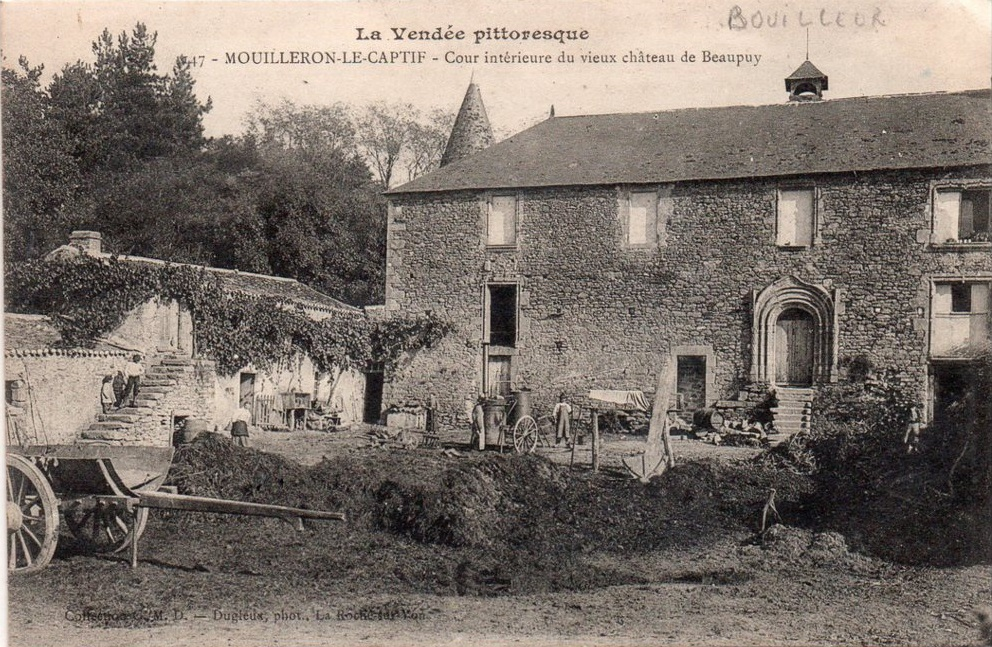
Le vieux château de Beaupuy, cour intérieure

La terre féodale de Beaupuy est nommée Bello-Podio d'après l'hommage d'Alphonse,1001.
Près d'un manoir de style Renaissance du XVe siècle, fortifié au XVIe siècle, dit vieux château de Beaupuy, le comte Henry-Louis de Tinguy de Nesmy, fait construire en 1871 le château de style néo-gothique actuel.
En 1949, son petit-fils, Jean de Tinguy-(Vexiau) hérite de la propriété, il fait démolir en 1951 le vieux manoir qui dominait un petit village adjacent.
Le domaine et château avec son parc paysager, racheté en 2000 par la municipalité, accueille le Vendéspace et une salle festive dite La Longère de Beaupuy,,.

## Propriétaire successifs
- 1626, Jacques II Chauvinière, baron de Beaupuy en 1642, lieutenant de la vénerie du roi[7].
- 1650-1750, famille Chauvinière.
- 1780, Pierre Gourdon[8].

- Vers 1835, le comte Henry-Louis-Ernest Tinguy de Nesmy (1814-1891), dit Tinguy-le-loup, car il fut veneur de chasse à courre au loup, dans la Vendée et le Morbihan. Ont dit de lui qu'il en aurait tué près de 2000, et inspiré à Georges Bordonove le héros du roman « Chien de feu » qui décrit les aventures d’un chasseur de loup en forêt de Brocéliande[9],[8]. Il fut membre du conseil municipal de Mouilleron-le-Captif à partir de 1840.
- 1891, Joseph-Louis-Marie Tinguy de Nesmy (1863-1907)[10].
- 1907, famille Tinguy de Nesmy.

- 1949-1973, Jean de Tinguy-Vexiau (1895-1987), fils adoptif en 1919 de Raoul de Vexiau[11].
- 2000 - Municipalité de Mouilleron-le-Captif.

## Source
- La Maison de Tinguy : notice généalogique et historique par Tinguy de La Giroulière, Théophile Marie Alphonse, comte de, 1841-.